# Provincia di Narciso Campero
La provincia di Narciso Campero è una delle 16 province del dipartimento di Cochabamba, nella parte centrale della Bolivia. Il capoluogo è Aiquile.
Secondo il censimento del 2001 possedeva una popolazione di 37.011 abitanti.

## Geografia antropica

### Suddivisioni amministrative
La provincia comprende 3 comuni:
- Aiquile
- Omereque
- Pasorapa